# 藤堂平九郎
藤堂 平九郎（とうどう へいくろう）は、アニメ「宇宙戦艦ヤマトシリーズ」の登場人物。

## キャラクター設定
地球防衛軍司令長官。シリーズを通し、「沖田の子供たち」であるヤマトクルーの良き理解者となっている。
第1作から『宇宙戦艦ヤマト 完結編』までの作品では、頭頂部まで禿げ上がった銀髪と口髭が特徴。それ以外の作品では、銀髪や口髭の量に差異が見られる。
服装は第1作では茶色のスーツであるが、『さらば宇宙戦艦ヤマト 愛の戦士たち』からは襟元にスカーフのある軍服となっており、『宇宙戦艦ヤマトIII』までは緑色、『宇宙戦艦ヤマト 完結編』では紺色のものを着用している。
なお、「藤堂平九郎」のフルネームが劇中で用いられたのは『宇宙戦艦ヤマトIII』からであり、『ヤマトよ永遠に』以前は氏名不詳のまま単に「（地球防衛軍）司令長官」という名称で登場していた。劇中ではもっぱら「長官」と呼ばれている。
孫娘に藤堂晶子がいる。

## 劇中での登場
宇宙戦艦ヤマト
第1話から登場。地球防衛軍司令長官とヤマト計画本部長を兼任。ガミラス帝国の地球侵略に抵抗するとともにヤマトを秘密裏に建造し、最初は選ばれた人間を乗せる地球脱出計画を立案・策定していた。しかし、イスカンダルから波動エンジンの設計図がもたらされたため、計画を変更してヤマトをイスカンダルへ向かわせる。
さらば宇宙戦艦ヤマト 愛の戦士たち
前作と同じく地球防衛軍司令長官。地球連邦にあって、陸・海・空・宇宙軍を統括することになった。ヤマトの乗組員だった古代進の報告を受けて開かれた防衛会議では、大多数の政治家や高級軍人に危機感が無く、それらに押しきられる形でヤマトの廃艦を古代たちに告げる。しかし、ヤマトの元乗組員たちが職場を放棄してヤマトで地球から出発する際には、空間騎兵隊の斉藤始らを同乗させるよう手を回す。その後、強行発進したヤマトに対して敬礼する。
宇宙戦艦ヤマト2
第2話から登場。設定や言動の大半は『さらば』と同様。第4話では、ヤマト発進を阻止しようと撃沈も辞さない参謀に対し、阻止行動自体は容認しつつも、ミサイルの信管を抜くように命令したり、地上への被害拡大を理由に戦闘衛星からの直接攻撃を禁じたりして、遠回しにヤマトを支援する。第24話では、白色彗星帝国への無条件降伏直前の降伏文書調印に地球側全権の1人として都市帝国へ向かおうとするが、その途中でヤマトからの連絡を受け、地球連邦首相の反対を押し切って船を反転させる。
宇宙戦艦ヤマト 新たなる旅立ち
デスラーからの救援要請を受けて出撃をためらう古代を説得し、ヤマトを大マゼラン星雲へ派遣する。
未公開シーンでは、参謀から入電の相手がデスラーであることを聞いて驚く描写がある。
ヤマトよ永遠に
暗黒星団帝国に地球を制圧され、カザンによるヤマトの所在要求を拒否したために処刑されかけるが、古代守の一身を賭した自爆によって救われる。その後は地下に潜伏してパルチザンを組織し、抵抗を繰り広げる。
宇宙戦艦ヤマトIII
第1話から登場。政府と太陽エネルギー省が軽視したサイモン教授の太陽核融合異常増進の資料を重要視し、さらに銀河系中心部で星間戦争が起こっていることも予測したため、極秘裏にヤマトを移民可能惑星探査のために銀河系中心方向へ派遣する。その後、太陽核融異常増進がさらに進んだことにより、政府によって宇宙移民計画が正式に発動され、大統領から宇宙移民本部長を兼任するよう頼まれる。
晶子と相原義一の仲は認めており、第12話では茶化すような言動も見せている。
宇宙戦艦ヤマト 完結編
病床から復帰した沖田十三を、再びヤマト艦長に任命する。ヤマト出港前の式では制帽をかぶって現れたため、ヤマト乗組員から新艦長と早合点されている。

## リメイクアニメ
原作アニメ第1作『宇宙戦艦ヤマト』のリメイク作品である『宇宙戦艦ヤマト2199』を初作とする本シリーズでは設定が再構築され、軍人ではなく文官となっている。容姿については大きな変更はないが、頭髪は頭頂部まで生えている。また、服装は原作第1作に準じたものとなっている。
沖田十三とは長年の友人と設定されている。また、『2202』では亡妻・千晶と娘・早紀ら妻子を持つと設定されている。

### 劇中での登場（リメイクアニメ）
宇宙戦艦ヤマト2199 / 宇宙戦艦ヤマト2199 星巡る方舟
第1話・第2話・第7話・最終話に登場。年齢は59歳。国連宇宙局・極東管区行政長官で、ヤマト計画本部長を兼任する。本作でも一応「長官」と呼べる立場ではあるが、劇中では「本部長」の方の肩書きで呼ばれている。
イズモ計画（第1作『ヤマト』における地球脱出計画）の推進派による妨害を予期しており、直属の部下である星名透をヤマト保安部に潜り込ませていたことが第16話で明かされる。
最終話では、ヤマトのヘリオポーズ通過以降は途絶えていた交信がイスカンダルからの帰還で回復した際、ヤマトのコスモリバースシステム受領を知ると、「イスカンダルは幻ではなかったのだな」と目頭を熱くして喜びを露にした。『星巡る方舟』エピローグでは、その直前のエピソードが描かれている。
宇宙戦艦ヤマト2202 愛の戦士たち
第1話から登場。行政職から軍務職に転身し、地球連邦防衛軍の統括司令長官となっている。
政府の方針には懐疑的。第3話で古代のテレザート星への航海具申を却下し、第4話でのヤマトの反乱に対しても阻止しようとするなど、軍や政府の方針には従っているが、実力行使も辞さない芹沢を抑え、対話で説得しようとするなど、平和的な解決を試みている。
ヤマトよ永遠に REBEL3199
引き続き地球連邦防衛軍の統括司令長官を務めていたが、時間断層の破棄後から指導力に陰りが見えてきている。
結果、妹である藤堂信乃などを中心とした反体制派を抑えることができず、デザリアムを引き込む外患誘致によるクーデターを起こされた。一方で真田からのある情報に基づき、対デザリアム戦を展開する非公式作戦「オペレーションDAD（ディフェンス・アゲンスト・デザリアム）」を立案している。

## キャスト
声優
- 伊武雅刀（雅之）（原作アニメシリーズ）
- 大木民夫（PSゲーム）
- 大塚周夫（『特打ヒーローズ 宇宙戦艦ヤマト 〜タイピング拡散波動砲〜』）
- 小川真司（『2199』『星巡る方舟』）
- 小島敏彦（『2202』）

俳優
- 橋爪功（『SPACE BATTLESHIP ヤマト』）